# Camilla Williams

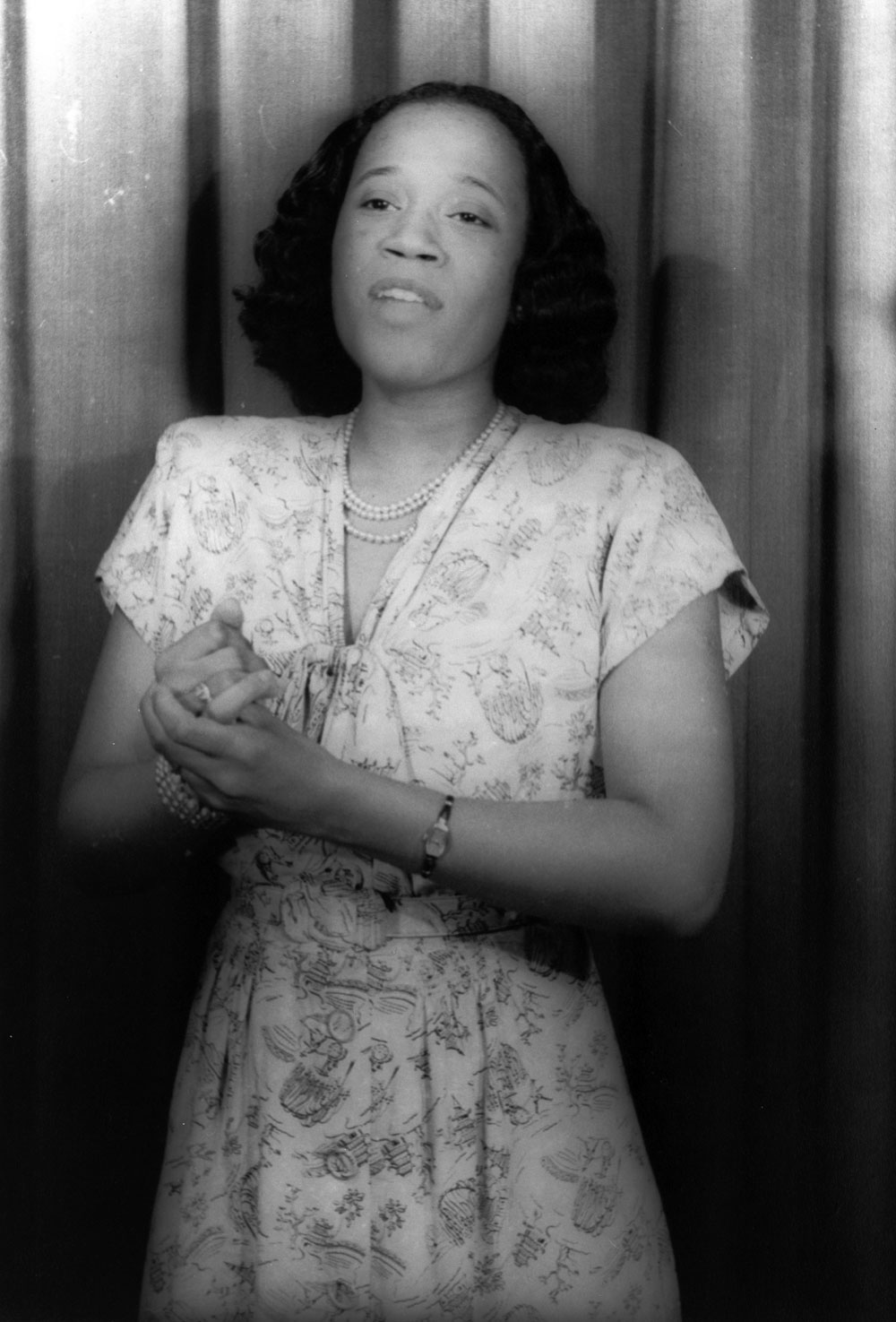
Camilla Williams fotografiert von Carl van Vechten 1946.

Camilla Ella Williams (* 18. Oktober 1919 in Danville, Virginia; † 29. Januar 2012 in Bloomington, Indiana) war eine US-amerikanische Opernsängerin in der Stimmlage Sopran.

## Leben
Williams wurde als Tochter von Cornelius Booker Williams und dessen Ehefrau Fannie Carey Williams geboren. Die Familie lebte in bescheidenen Verhältnissen. Williams’ Vater arbeitete als Chauffeur und Butler in einem Privathaushalt; ihre Mutter war als Köchin bei einem Pfarrer der Presbyterian Church angestellt. Camilla Williams war das jüngste von drei gemeinsamen Kindern des Ehepaares Williams. Williams hatte noch einen leiblichen Bruder, Cornelius Booker Jr., und eine Schwester, Cornelia. Im Haushalt lebten noch zwei weitere Kinder, zwei Mädchen (Helen und Mary) aus der ersten Ehe des Vaters.
Ab dem Alter von acht Jahren sang Williams in Danville in verschiedenen Kirchenchören in den Baptisten-Gemeinden, in denen ihre Eltern Mitglieder waren. Sie war Mitglied im Kirchenchor der Calvary Baptist Church in Danville. Mit zwölf Jahren erhielt sie erstmals professionell Gesangsunterricht von einem walisischen Gesangslehrer, der einigen afro-amerikanischen Mädchen Privatunterricht erteilte.
Sie besuchte die John M. Langston High School in Danville, wo sie 1937 ihren High-School-Abschluss machte. Anschließend ging sie auf das Virginia State College, so sie 1941 ihren Abschluss erwarb. Ab 1941 unterrichtete sie zunächst als Grundschullehrerin und Musiklehrerin an der Westmoreland Elementary School in Danville. 1942 erhielt sie ein Stipendium der Philadelphia Alumni Association of Virginia State und entschloss sich zu einer Gesangsausbildung. Sie studierte Gesang in Philadelphia bei der Gesangslehrerin Marion Székély-Freschl; um ihren Lebensunterhalt zu sichern, arbeitete sie als Garderobiere in einem Theater in Philadelphia. In den Jahren 1943 und 1944 gewann sie jeweils den Marian Anderson-Award für farbige Sängerinnen, was erste Verpflichtungen als Konzertsängerin zur Folge hatte. 1945 gab Williams ihre ersten öffentlichen Konzerte, unter anderem mit dem Philadelphia Orchestra. Die Opernsängerin Geraldine Farrar, die Williams’ Talent erkannte, gehörte in dieser Zeit zu ihren Förderern.
1946 gab Williams ihr Debüt als Opernsängerin an der New York City Centre Opera. Ihre Antrittsrolle dort war im Mai 1946 die Titelrolle der Cho-Cho-San in der Oper Madama Butterfly. Mit diesem Debüt galt Williams als erste afro-amerikanische Opernsängerin, die jemals an einem großen Opernhaus in einer Hauptrolle aufgetreten war. 1946 sang sie in dieser Spielzeit außerdem die Nedda in Der Bajazzo. 1947 sang sie an der New York City Opera erstmals die Mimi in La Bohème. 1948 folgte die Titelrolle in Aida. Daraufhin unternahm Williams ab 1950 Konzerttourneen durch Mittelamerika und die Karibik, außerdem nach Alaska.
1954 debütierte sie in London an der Sadler’s Wells Opera, wiederum in der Titelrolle von Madama Butterfly. 1955 trat sie an der Wiener Staatsoper auf, ebenfalls in Madama Butterfly; im November 1956 folgte dort die Titelrolle in Aida. Im November 1956 trat sie außerdem an der Wiener Volksoper auf, als Annina in der Oper The Saint of Bleecker Street (Die Heilige der Bleecker-Straße) von Gian Carlo Menotti; ihr Partner war der Tenor Josef Gostic.
Als Konzertsängerin trat Williams unter anderem in Nordafrika (1958/1959), Japan, Korea, Vietnam, Australien und Neuseeland (alle 1962) und Polen (1974) auf. 1960 gab sie ein Konzert im Weißen Haus in Anwesenheit von US-Präsident Dwight D. Eisenhower und dem japanischen Kronprinzen Akihito.
1971 zog sich Williams von der Opernbühne zurück und arbeitete danach als Gesangsprofessorin. Von 1970 bis 1973 unterrichtete Williams Gesang am Brooklyn College, seit 1974 am Bronx College, später auch am Queens College der City University of New York. Von 1977 bis 1997 war sie Professorin für Gesang an der Indiana University in Bloomington, Indiana.
Williams starb im Alter von 92 Jahren im Kreise ihrer Familie in ihrem Haus in Bloomington, Indiana an den Folgen ihrer Krebserkrankung.

## Engagement als Bürgerrechtlerin
1950 heiratete Williams den Strafverteidiger Charles T. Beavers, zu dessen Klienten unter anderem auch der radikale Bürgerrechtsaktivist Malcolm X gehörte. Die Ehe blieb kinderlos.
Auch Williams selbst engagierte sich aktiv in der Bürgerrechtsbewegung. Williams war lebenslanges Mitglied der National Association for the Advancement of Colored People. 1963 trat sie in ihrer Heimatstadt Danville auf, um Spendengelder und Kautionen für inhaftierte schwarze Bürgerrechtler zu sammeln. Sie war „Weggefährtin“ von Martin Luther King. 1963 sang sie, begleitet von dem Pianisten George Molloy, im Weißen Haus in Washington, D.C. die amerikanische Nationalhymne The Star-Spangled Banner vor dem Marsch auf Washington, bei dem Martin Luther King seine eindrucksvolle I Have a Dream-Rede hielt. Williams sang 1964 auch anlässlich der Feierlichkeiten zur Verleihung des Friedensnobelpreises an Martin Luther King.

## Tondokumente
Tondokumente von Williams erschienen hauptsächlich bei RCA Victor. 1950 sang sie eine der Sopran-Partien in der Einspielung der 8. Sinfonie von Gustav Mahler mit dem New York Philharmonic Orchestra unter der Leitung von Leopold Stokowski. Als mittlerweile legendär gilt ihre Aufnahme der Oper Porgy and Bess aus dem Jahre 1951; unter dem Dirigenten und George-Gershwin-Spezialisten Lehman Engel sang sie in der ersten vollständigen Gesamtaufnahme dieser Oper die Titelrolle der Bess.